# サブサハラアフリカ

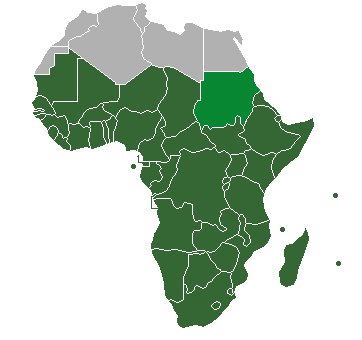
国際連合の定義によるサブサハラ。
北アフリカ（日本外務省の定義ではサブサハラに含む）
サブサハラ

サブサハラアフリカ（英: Sub-Saharan Africa）とは、アフリカ州（アフリカ大陸とその周辺島嶼）のうちサハラ以南の呼称である。アフリカのうち北アフリカを除く範囲である。（ただし、国際連合の定義では、スーダンは北アフリカとされる。）サブサハラ、サハラ以南のアフリカとも表現される。
サブとはあくまで、地図上の下（正角図法における南）を意味し、サブサハラと北アフリカに主従関係があるわけではない。（日本語では、「サハラ以南」と意訳される。）

## 地理
北縁をサハラ砂漠で限られ、東西南の3方で大西洋とインド洋に面す。

### 気候・植生

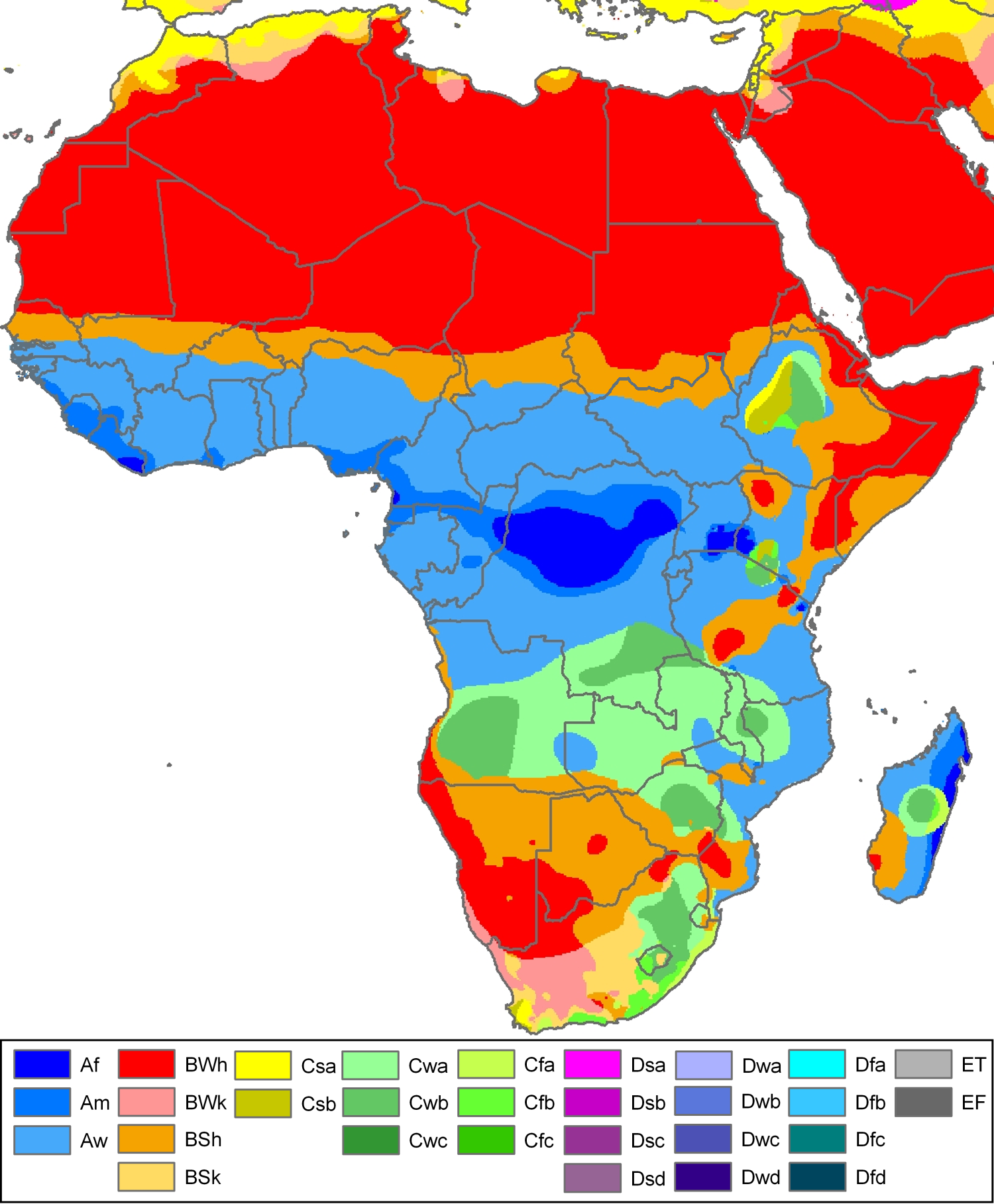
アフリカの気候帯。

気候・植生は、赤道直下に熱帯雨林が位置し、南北に向かって乾燥化する。おおよそ北から、次のような地帯が分布する。
- サハラ砂漠の南半
- サヘル (Sahel) - サハラ砂漠の南に接する帯状の半砂漠。
- サバンナ - サヘルの南にはサバンナが広がる。Guinean forest-savanna mosaic、Northern Congolian forest-savanna mosaic、East Sudanian savanna など。
- アフリカの角 (Horn of Africa) - 北東部の半砂漠。
- 熱帯雨林 - 赤道直下（東アフリカ除く）に広がる。
- セレンゲティ (Serengeti) - 東アフリカケニア・タンザニアの草原地帯。
- ミオンボ林 (Miombo) - 東アフリカモザンビーク・マラウィの熱帯・亜熱帯林。
- カラハリ砂漠 (Kalahari)
- ブッシュベルト (Bushveld) - 南アフリカ共和国・ボツワナ・ジンバブエの草原地帯。
- カルー (Karoo) - 南アフリカ共和国南西部の半砂漠。

### 生物地理

エチオピア区。

動物地理区ではエチオピア区に相当する。ただしエチオピア区はアラビア半島にまで広がる。

## 住民

### 人口
人口8億5632万7157人 (2010)。アフリカ全人口の83.8%である。

### 言語

アフリカの語族。
アフロアジア語族
ナイル・サハラ語族
ニジェール・コンゴ語族
ニジェール・コンゴ語族バントゥー語派
コイサン語族
アウストロネシア語族
インド・ヨーロッパ語族（言語名のみ）

サブサハラの言語を語族で分類すると、以下のようになる。
- アフロ・アジア語族 - コーカソイド系。北部・北東部の諸国（モーリタニア、チャド、スーダン、エチオピア、エリトリア、ジブチ、ソマリア）、コモロで公用語。
- ナイル・サハラ語族 - ネグロイド系。多くの国で公用語。
- ニジェール・コンゴ語族 - ネグロイド系。多くの国で公用語。サブサハラの最大語族。
- コイサン語族 - カポイド系。公用語とする国はないがナミビアで主要言語の1つ。
- アウストロネシア語族 - モンゴロイド系。マダガスカルで公用語。
- インド・ヨーロッパ語族 - コーカソイド系。民族言語としては南アフリカ共和国などで公用語。そのほか、ほぼ全域で旧宗主国の言語が公用語となる。
- クレオール言語

サブサハラに話者数が特に多い言語はなく（ハウサ語で2400万母語話者）、話者数が少ない小規模な言語が多数分布する。そのため多くの国では、全土で通用する単一の民族言語が存在せず、旧宗主国の言語が共通語になっており、高等教育、ビジネス、マスメディアなどで主に使われる。サブサハラの多くの国は、複数の民族言語と、宗主国の言語、場合によっては加えてスワヒリ語など民族言語系の共通語が話される、多言語社会である。このことは、北アフリカの多くの国がアラビア語のほぼ単一言語社会であるのとは対照的である。

### 宗教

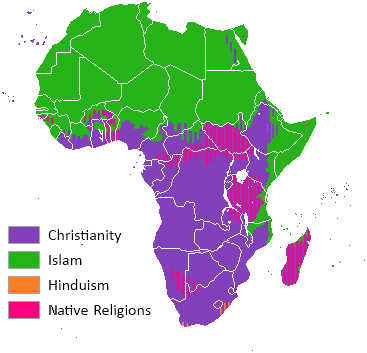
アフリカの宗教。
キリスト教
イスラム教
ヒンドゥー教
伝統宗教

主にキリスト教が信仰され、主にイスラム教が信仰される北アフリカと対照的である。
若干のイスラム教や、アニミズムなどの伝統宗教も信仰される。

### 人種
ほぼ全域でネグロイド（黒人）が多数派であり、そのためブラックアフリカとも呼ばれる。ただし、マダガスカルにはモンゴロイド、南部アフリカのナミビアなどにはカポイド、南アフリカ共和国にはコーカソイドも住む。

## 国々

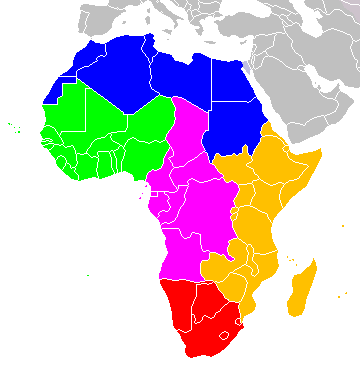
国際連合によるアフリカの区分。
北アフリカ。
西アフリカ。
中部アフリカ。
東アフリカ。
南部アフリカ。
サブサハラは、北アフリカ以外の全域からなる。

- 西アフリカ

- ガーナ
- カーボベルデ
- ガンビア
- ギニア
- ギニアビサウ
- コートジボワール
- シエラレオネ
- セネガル
- トーゴ
- ナイジェリア
- ニジェール
- ブルキナファソ
- ベナン
- マリ
- モーリタニア
- リベリア

- 中部アフリカ

- アンゴラ
- ガボン
- カメルーン
- コンゴ共和国
- コンゴ民主共和国
- サントメ・プリンシペ
- 赤道ギニア
- チャド
- 中央アフリカ
- ブルンジ
- ルワンダ

- 東アフリカ

- ウガンダ
- エチオピア
- エリトリア
- ケニア
- コモロ
- ザンビア
- ジブチ
- ジンバブエ
- セーシェル
- ソマリア
- タンザニア
- マダガスカル
- マラウイ
- 南スーダン
- モーリシャス
- モザンビーク

- 南部アフリカ

- エスワティニ
- ナミビア
- ボツワナ
- 南アフリカ共和国
- レソト

## 未電化
2020年現在の世界の未電化人口は7.52億人だが、このうちサブサハラが77.2%（約5.81億人）となっており、未電化率の改善が大きな政策課題となっている。